# Vadim Cherchenevitch
Vadim Gabrielevitch Cherchenevitch (en russe : Вадим Габриэлевич Шершеневич, en translittération anglaise : Shershenevich), né à Kazan (Empire russe) le 25 janvier 1893 (6 février dans le calendrier grégorien) et mort à Barnaoul le 18 mai 1942, est un poète et scénariste russe et soviétique.

## Biographie
Fils d'un professeur de droit et d'une chanteuse d'opéra, Vadim Cherchenevitch commence ses premiers essais poétiques pendant son très jeune âge, et il a pu publier son premier recueil à l'âge de dix-huit ans.
Membre du groupe La Mezzanine de la poésie puis des Imagistes, rallié "avec enthousiasmne à la révolution" russe.

## Œuvre
- Un toast à notre santé, poème traduit en français dans Ivan Goll Les Cinq Continents, Anthologie mondiale de la poésie contemporaine Paris, 1922, La Renaissance du livre. (Le poème sur poesie.net)

## Filmographie
- 1927 : Le Baiser de Mary Pickford de Sergueï Komarov (coscénariste)
- 1927 : La Jeune Fille au carton à chapeau de Boris Barnet (coscénariste)
- 1928 : La Maison de la place Troubnaia (coscénariste)